# Guillaume Philibert Duhesme
Guillaume Philibert hrabě Duhesme (7. července 1766 v Bourgeuf, Burgundsko — 18. června 1815 u Waterloo) byl francouzský generál.

## Život
Studoval práva. V roce 1792 byl generálem Dumouriezem jmenován plukovníkem dobrovolnické jednotky, kterou generál vybudoval na své náklady. Jako velitel Roermondu v roce 1793 uhájil strategicky důležitý bod Herstal a po porážce u Neerwinden (18. března 1793) zničil most přes Loo, přešel Šeldu a přiměl bojem u Villeneuve (6. července 1793) kolony pěchoty utíkající před Rakušany k obratu, za což byl povýšen na brigádního generála. Také k vítězství u Fleurus (26. července 1794) značně přispěl a obsadil pod velením Klébera Maastricht. Poté byl povýšen na brigádního generála. V roce 1795 bojoval ve Vendée a poté na Rýnu, kde 20. dubna 1797 přešel u Diersheimu řeku a obsadil Kehl. Roku 1798 pod Championnetem v Itálii přispěl k obsazení Neapole a pacifikoval Kalábrii a Apulii. Poté byl převelen na velitelský post do Alp a na jaře 1800 poté pod velením Augereaau působil ve francouzsko-batavské armádě. V roce 1805 velel 4. pěší divizi italské armády a podílel se na opětném obsazení Neapole. Byl povýšen do hraběcího stavu a stal se rytířem Čestné legie. V únoru 1808 se stal divizním velitelem ve Španělsku a vyznamenal se při obraně Barcelony.

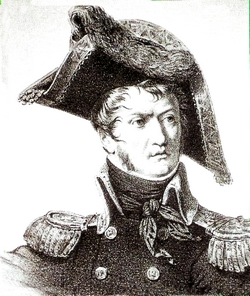
Generál Guillaume Philibert Duhesme

Po Augereauově žalobě, že trpí ve svých jednotkách sexuální orgie, byl v letech 1810 až 1814 postaven mimo službu. Poté obdržel velení divize pod maršálem Victorem a bojoval u La Rothiere (1. února 1814), Montereau (18. února 1814) a Arcis-sur-Aube (20. a 21. března 1814). Po Napoleonově abdikaci sloužil v královské armádě a stal se generálním inspektorem pěchoty. Po návratu Napoleona z Elby přešel do jeho služeb a bojoval u Ligny (16. června 1815) a l8. června 1815 padl v bitvě u Waterloo. Známý je jeho spis „Essai historique de infanterie legere„ (Historické pojednání o lehké pěchotě, Lyon, 1806, 3. vyd. 1864.)